# Fire Punch
Fire Punch (japonès: ファイアパンチ) és un manga escrit i dibuixat per Tatsuki Fujimoto. Va ser serialitzat a través del lloc web Shōnen Jump+ de Shueisha des d'abril de 2016 fins a gener de 2018, amb els seus capítols recollits en vuit volums tankōbons.
Fire Punch transcorre en una Terra congelada i estèril. El protagonista Agni és un jove que té la benedicció de la regeneració. Després que el seu poble sucumbeixi a les flames inextingibles, es deixa encesa constantment, deixant-lo angoixat i jurant venjar-se.

## Recepció
El 2017, Fire Punch va ser nominat per al 10è Manga Taishō. La sèrie va ocupar el 15è lloc a l'enquesta "Còmics recomanats per als empleats de la llibreria nacional del 2017" de la llibreria en línia Honya Club. També va ocupar el tercer lloc al Kono Manga ga Sugoi de Takarajimasha a la llista dels millors manga del 2017 per a lectors masculins.